# (13084) Virchow
(13084) Virchow ist ein Hauptgürtelasteroid, der am 2. April 1992 vom deutschen Astronomen Freimut Börngen an der Thüringer Landessternwarte Tautenburg (IAU-Code 033) in Thüringen entdeckt wurde.
Der Himmelskörper wurde am 26. Juli 2000 nach dem deutschen Arzt, Pathologen, Pathologischen Anatomen, Anthropologen, Prähistoriker und Politiker Rudolf Virchow (1821–1902) benannt, der mit der Zellularpathologie und seinen Forschungen zur Thrombose die moderne Pathologie begründete und als Begründer der modernen Sozialhygiene gilt.